# Louis Gaspar Adrien van Hangest d' Yvoy
Louis Gaspar Adrien van Hangest baron d' Yvoy, heer van Mijdrecht (Harderwijk, 23 november 1857 - Zutphen, 21 november 1927) was een Nederlandse burgemeester.

## Leven en werk
Van Hangest d' Yvoy werd in 1857 geboren als zoon van de gemeentesecretaris van Harderwijk mr. Daniel Maximilien Marie van Hangest baron d' Yvoy, heer van Mijdrecht en van Catharina Constantia Wilhelmina gravin van Limburg Stirum. Hij werd vernoemd naar zijn grootvader van moederskant, de commissaris des Konings Louis Gaspard Adrien graaf van Limburg Stirum.
Van Hangest d' Yvoy werd in 1887 benoemd tot burgemeester van de toenmalige gemeente Ruurlo in de Achterhoek. Na acht jaar burgemeesterschap werd hij in 1895 opgevolgd door Elias Cornelis Scholten. In 1900 werd hij gekozen tot raadslid van Ruurlo.
Van Hangest d' Yvoy trouwde op 20 juli 1893 te 's-Gravenhage met Albertine Otteline Ernestine gravin van Limburg Stirum; zij kregen vier kinderen. Hij overleed in november 1927 in Zutphen vlak voor zijn zeventigste verjaardag.  Hij woonde toen in Dieren in de villa Isselborgh aan de Zutphenseweg. Hij werd op 25 november 1927 begraven in Ruurlo. Van Hangest d' Yvoy was ereridder van de Johanniterorde. Zijn zoon Daniel Maximiliaan Marie was van 1934 tot 1964 burgemeester van de Gelderse gemeente Rozendaal.